# Kathy Kozachenko
Kathy Kozachenko, née en 1954 à Alexandria, est une féministe américaine et ancienne femme politique. Elle est la première personne ouvertement homosexuelle à avoir été élue à un poste politique aux États-Unis.

## Biographie

### Origines et enfance
Kathleen “Kathy” Kozachenko, américaine d’origine ukrainienne, est née en 1954, à Alexandria, dans l'État de la Virginie. Sa mère est décédée lorsqu’elle était encore enfant. Kozachenko a grandi à Toledo, dans l'Ohio. La famille recomposée de son père, sa belle-mère et ses demi-frères et sœurss’est ensuite installée à Plymouth dans le Michigan, une petite ville rurale.

### Études
Kathleen Kozachenko a étudié au lycée de Plymouth, au Michigan, c’est là que son engagement commença et il perdurera durant ses études.
Elle dit elle-même à Click on Detroit : “I was politically conscious and politically active even when I was in high school”.
À l’Université du Michigan, elle étudie l’anglais ainsi que la création littéraire et s’investit énormément dans le mouvement des droits civiques. Dans les années 1960-1970, les universités d'État aux États-Unis étaient connues pour être un nid d’idéaux de contestation, notamment contre la guerre du Vietnam et le racisme.

### Parcours politique, Ann Arbor et carrière
Elle a rejoint le Human Rights Party (en) au début des années 1970. Se présentant uniquement contre un démocrate libéral, Kozachenko, 21 ans, a été élue au conseil municipal d'Ann Arbor le 2 avril 1974, et cela peu de temps après avoir été diplômée. Le Human Rights Party va se rallier avec le Socialist Party du Michigan en 1975. Lorsqu’elle rejoint le Human Rights Party, Kathy Kozachenko fait partie de la branche la plus radicale du parti appelée, “Chocolate Almond Caucus”.

## Vie privée
À l’âge de huit ans, Kathy Kozachenko fait l’expérience du décès soudain de sa mère. Sans trop donner de détails, Kozachenko a expliqué dans diverses interviews que cet événement a été particulièrement marquant pour une petite fille de son âge. Suivant cet incident, Kozachenko et son frère ont vécu avec leurs grands-parents paternels dans la ville de Toledo dans l’Ohio. À l’âge de quatorze ans, le père de Kozachenko s’est remarié à une femme ayant déjà trois enfants. La famille recomposée déménagea à Plymouth dans le Michigan.
Kathy Kozachenko a fait son coming-out à sa famille en 1974, à l’âge de vingt ans. La déclaration de son attirance pour le sexe féminin était vue par sa famille comme une simple prise de position politique, mais Kozachenko a toujours affirmé ne jamais avoir fait de son homosexualité la partie centrale de son image publique et politique.

« Back then, everything was under discussion, so it wasn’t as big a deal as it was in later years,” she says. “People called us ‘political lesbians’ versus the real lesbians who were from the town. We called ourselves political lesbians. »

— Kathy Kozachenko

En 1984, Kathy Kozachenko fait la rencontre de MaryAnn Geiger, une femme de douze ans son aînée, divorcée et mère de quatre enfants. Kozachenko entama une relation passionnelle avec Geiger, la femme qui partage sa vie pendant vingt six ans, jusqu’à la mort de cette dernière.

« MaryAnn gave me the nurturing and love that I lost when I was 8 years old. »

— Kathy Kozachenko
Kathy Kozachenko donne naissance à son fils Justin en 1987.

« I had a child that enabled me to finish having a parent-child relationship that I lost when I was young. It was the best thing in the world that ever happened to me. I worked full time and I had a baby at home. I did all the things people who are really into having kids did with their children. »

— Kathy Kozachenko

## Influence
Bien que sa carrière politique n’ait duré que deux ans, Kathy Kozachenko a ouvert la voie aux personnes de la communauté LGBTQ+ qui souhaitaient se lancer dans une carrière politique.
Trois ans après l’élection de Kozachenko, Harvey Milk, souvent considéré à tort comme le premier élu homosexuel des États-Unis, a été élu comme membre du Conseil Général de San Francisco.
Elle explique être fière des personnes qui sont arrivées après elle et qui ont poussé pour l’avancée des droits concernant la communauté LGBTQ+ dans le monde politique et être honorée d’avoir pu y jouer un petit rôle.